# Манучіхр
Фалак аль-Маалі Манучіхр (перс. فلکالمعالی منوچهر; помер 1031) — середньовічний правитель Ґорґану та Табаристану з династії Зіяридів.
Син еміра Кабуса. 981 року після поразки і втечі батька до Хорасану залишився у Гіляні. Потім перебував на службу у Факр ад-Даули, згодом Маджд ад-Даули. 997 року під час війни Кабуса проти останнього перебував у війську Маджд ад-Даули, звідки повідомляв батькові про плани ворога. Зрештою перейшов на бік Кабуса.
998 року призначається намісником Ґіляна, Чалуса і Рустамдара у Західному Табаристані. Після вигнання брата Дарі призначається намісником Табаристану. 1012 року проти батька повстали військовики, які оголосили Манучіхра новим еміром. Останній під тиском війська змушен був прийняти трон. За цим переслідував батька до Бістама, де змусив того здатися. Невдовзі заколотники заморозили Кабуса до смерті. У відповідь Манучіхр наказав стратити чотирьох очільників змови, а п'ятий — Абул-Касим Джаді — втік до Махмуда Газневі, який видав його Манучіхру, який змовника стратив.

Володіння Манучіхра (позначено бузковим кольором)

Манучіхр отримав титул фалак аль-маалі від аббасидського халіфа аль-Кадіра. Втім невдовзі вимушен був визнати зверхність султана Махмуда Газневі, погодившись карбувати монети з його ім'ям та згадувати Махмуда в хутбі, який планував підтримувати Дару, брата Манучіхра. Тому Дару було видано останньому і страчено. 1013 року відправив Махмуду данину у 50 тис. динарів і 2-тисячний загон дейлемітів, які брали участь у черговому поході до Індії. При цьому незважаючи на тиско останнього підтримував шиїзм.
1017 року підтримав Ібн Фулада проти еміра Маджд ад-Даули, якого було взято в облогу в Реї. Зрештою було Маджд ад-Даула призначив Ібн Фулада намісником Ісфагану, де фактично керував Мухаммад Душманзіяр. У поході проти останнього Ібн Фулад загинув. 1018 року Манучіхр оженився на одній з доньок Махмуда Газневі.
1027 року підтримав повстання дейлемітів під орудою Алі ібн Імрана. 1028 року після повернення з походу на Реї до Горгану вдерся Махмуд Ганеві, що змусив Манучіхра сплатити 500 тис. динарів та пообіцяти припинити підтримку шиїзму.
1030 року винав зверхність нового султана Масуда I Газневі. Помер 1031 року. Йому спадкував син Анушіраван.

## Меценат
Незважаючи на те, що його критикували за нерозуміння арабської поезії та зменшення надання грошей поетам, він був покровителем поета Ібн Гінду та Ібн Сіни. Останній 1014 року був під загрозою видачі Махмуду Газневі вимушен був тікати до Какуїдів.